# Raimundo Andueza Palacio
Raimundo Ignacio Andueza Palacio (Guanare, 16 febbraio 1846 – Caracas, 17 agosto 1900) è stato un politico venezuelano.
È stato Presidente del Venezuela dal 19 marzo 1890 al 17 giugno 1892.